# Leonardo Spinazzola
Leonardo Spinazzola (Foligno, 25 maart 1993) is een Italiaans voetballer die doorgaans als linkermiddenvelder speelt. Hij verruilde AS Roma in de zomer van 2024 transfervrij voor Napoli. Spinazzola debuteerde in 2017 in het Italiaans voetbalelftal.

## Clubcarrière

### Juventus
Juventus nam Spinazzola in 2012 over van AC Siena, nadat het hem eerst twee jaar had gehuurd. Juventus verhuurde hem in juli 2012 zelf direct weer aan Empoli. Vervolgens werd de middenvelder ook verhuurd aan SS Lanciano, AC Siena, Atalanta Bergamo, Vicenza, Perugia en opnieuw Atalanta Bergamo. 

### Atalanta Bergamo
Spinazzola verwierf tijdens het seizoen 2016/17 een plek als basisspeler bij Atalanta. Zijn prestaties leverden hem een uitnodiging op voor het Italiaans nationaal elftal. Hij maakte op 12 januari 2019 uiteindelijk zijn debuut voor Juventus, tijdens een wedstrijd in de Coppa Italia. Hij speelde daarna ook nog tien wedstrijden in de Serie A voor de club uit Turijn, dat hem in juli 2019 definitief liet vertrekken.

### AS Roma
Op 1 juli 2019 tekende Spinazzola voor vier seizoenen bij AS Roma, dat 29,5 miljoen euro overhad voor de linksback. Luca Pellegrini bewandelde voor deze deal de omgekeerde weg. Spinazzola speelde in totaal vijf seizoenen voor AS Roma en kwam daarin tot 151 wedstrijden, zeven goals en 21 assists.

### Napoli
Spinazzola tekende in de zomer van 2024 transfervrij bij SSC Napoli, waar hij voor twee seizoenen tekende.

## Clubstatistieken
| Seizoen | Club               | Competitie | Competitie | Competitie | Beker | Beker | Internationaal | Internationaal | Totaal | Totaal |
| Seizoen | Club               | Competitie | Wed.       | Dlp.       | Wed.  | Dlp.  | Wed.           | Dlp.           | Wed.   | Dlp.   |
| ------- | ------------------ | ---------- | ---------- | ---------- | ----- | ----- | -------------- | -------------- | ------ | ------ |
| 2012/13 | → Empoli           | Serie B    | 7          | 1          | 1     | 0     | —              | —              | 8      | 1      |
| 2012/13 | → Virtus Lanciano  | Serie B    | 3          | 0          | 0     | 0     | —              | —              | 3      | 0      |
| 2013/14 | → Siena            | Serie B    | 24         | 1          | 2     | 0     | —              | —              | 26     | 1      |
| 2014/15 | → Atalanta Bergamo | Serie A    | 2          | 0          | 3     | 0     | —              | —              | 5      | 0      |
| 2014/15 | → Vicenza          | Serie B    | 10         | 0          | 0     | 0     | —              | —              | 10     | 0      |
| 2015/16 | → Perugia          | Serie B    | 34         | 0          | 2     | 0     | —              | —              | 36     | 0      |
| 2016/17 | → Atalanta Bergamo | Serie A    | 30         | 0          | 2     | 0     | —              | —              | 32     | 0      |
| 2017/18 | → Atalanta Bergamo | Serie A    | 18         | 0          | 1     | 0     | 6              | 0              | 25     | 0      |
| 2018/19 | Juventus           | Serie A    | 10         | 0          | 1     | 0     | 1              | 0              | 12     | 0      |
| 2019/20 | AS Roma            | Serie A    | 24         | 1          | 0     | 0     | 8              | 1              | 32     | 2      |
| 2020/21 | AS Roma            | Serie A    | 27         | 2          | 1     | 0     | 11             | 0              | 39     | 2      |
| 2021/22 | AS Roma            | Serie A    | 3          | 0          | 0     | 0     | 1              | 0              | 4      | 0      |
| 2022/23 | AS Roma            | Serie A    | 26         | 1          | 1     | 0     | 13             | 1              | 40     | 2      |
| 2023/24 | AS Roma            | Serie A    | 24         | 1          | 2     | 0     | 10             | 0              | 36     | 1      |
| 2024/25 | Napoli             | Serie A    | 0          | 0          | 1     | 0     | 0              | 0              | 1      | 0      |
| Totaal  | Totaal             | Totaal     | 247        | 8          | 17    | 0     | 45             | 2              | 309    | 9      |

## Interlandcarrière
Spinazzola maakte op dinsdag 28 maart 2017 onder leiding van bondscoach Giampiero Ventura zijn debuut in de Italiaanse nationale ploeg toen de Squadra Azzurra in een oefeninterland in de Amsterdam Arena met 2–1 won van Nederland. Hij viel in de 62ste minuut in voor Davide Zappacosta. Andere debutanten namens Italië in die wedstrijd waren Danilo D'Ambrosio (Internazionale), Roberto Gagliardini (Internazionale), Simone Verdi (Bologna) en Andrea Petagna (Atalanta).

## Erelijst
| Competitie                    |          |          |          |          |
| Competitie                    | Aantal   | Jaren    |          |          |
| Juventus                      | Juventus | Juventus | Juventus | Juventus |
| ----------------------------- | -------- | -------- | -------- | -------- |
| Kampioen Serie A              | 1x       | 2018/19  |          |          |
| Supercoppa Italiana           | 1×       | 2018     |          |          |
| AS Roma                       |          |          |          |          |
| UEFA Europa Conference League | 1x       | 2021/22  |          |          |

| Competitie | Winnaar | Winnaar | Runner-up | Runner-up | Derde  | Derde  |
| Competitie | Aantal  | Jaren   | Aantal    | Jaren     | Aantal | Jaren  |
| Italië     | Italië  | Italië  | Italië    | Italië    | Italië | Italië |
| ---------- | ------- | ------- | --------- | --------- | ------ | ------ |
| EK voetbal | 1x      | 2020    |           |           |        |        |